# 동달이
- 동달이는 직령 깃에 양옆과 뒤가 트인 활동적인 구성을 하고 있다. 소매의 색이 길[몸판]의 색과 달리 홍색으로 달려있어 붙여진 명칭이며 동달이는 구군복 용도뿐 아니라 어린이 저고리나 두루마기에도 적용되어 실물과 문헌에서 확인되고 있다.[1]
- 동달이에 전복(戰服)을 더하고 광대(廣大)와 전대(戰帶)를 띠며 머리에 깃과 패영(貝纓)으로 장식된 전립(氈笠)을 쓰고 등에 동개(筒箇)와 환도(還刀)를 찬 후 목화(木靴)를 신어 여러 가지를 갖춘 것을 구군복(具軍服)이라 한다.[2]